# 依田義賢
依田 義賢（よだ よしかた、1909年4月14日 - 1991年11月14日）は、日本の脚本家である。溝口健二監督の最盛期の作品で知られ、後年は大阪芸術大学映像学科教授を務めた。

## 来歴・人物
1909年（明治42年）4月14日、京都市に生まれる。京都市立第二商業学校（のちの京都市立西陣商業高等学校、廃校）を卒業後銀行に勤務。
1930年（昭和5年）日活太秦撮影所脚本部に入り、翌1931年（昭和6年）9月16日公開の村田実監督のサイレント映画『海のない港』で、22歳で脚本家デビュー。
1936年（昭和11年）、永田雅一の第一映画に移籍し、依田にとって初めてのトーキー作品である溝口健二監督の『浪華悲歌』で高い評価を受ける。
以後、主として溝口のために多くの脚本を手がけ、代表的なものに『残菊物語』（村松梢風原作）、『西鶴一代女』、『雨月物語』などがある。苛烈な溝口の注文や要求によく応え、クランクイン後もリライト要求に備えて現場に待機するなど忠誠を尽くした。溝口が死病であることを知ったときは自らもショックで寝込んでいる。その死後も文芸映画の巨匠として多くの作品を執筆するが、『悪名』のような娯楽性豊かなヒットシリーズもものにしている。晩年は熊井啓の脚本を書いたり、大阪芸術大学映像学科の教授から学部長に就任し後進の指導に当たった。
天野忠、山前実治ら関西の詩人達との交友が深く、「冬晴」（1941年）、「ろーま」（1956年）などの詩集を著す。
1991年（平成3年）11月14日に死去した。82歳没。墓所は左京区圓通寺。

## ヨーダのモデル説
映画『スター・ウォーズ』のキャラクター「ヨーダ」のモデルだったとも言われている。『映画秘宝』Vol.12や扶桑社『スター・ウォーズ完全基礎講座』などで、プロデューサーのジョージ・ルーカスと依田の関係について状況証拠がいくつも挙げられ、息子で哲学者の依田義右もテレビのワイドショー番組でこのことを語っていた。
ヨーダの顔のモデルはスチュアート・フリーボーンとアルベルト・アインシュタインであり、依田は無関係である。

## おもなフィルモグラフィ
特記していない作品は監督が溝口健二。
- 1931年 - 海のない港　- 監督・共同脚本村田実、主演夏川静江
- 1933年 - 僕らの弟 - 監督春原政久
- 1936年 - 浪華悲歌 Osaka Elegy
- 1936年 - 祇園の姉妹
- 1937年 - 愛怨峡
- 1938年 - 亜細亜の娘　監督田中重雄
- 1939年 - 侠艶録　監督田中重雄
- 1939年 - 残菊物語 The Story of the Last Chrysanthemums
- 1940年 - 浪花女
- 1941年 - 1942年 - 元禄忠臣蔵 The 47 Ronin　原作真山青果
- 1944年 - 高田馬場前後　監督松田定次
- 1946年 - 歌麿をめぐる五人の女
- 1947年 - 女優須磨子の恋
- 1948年 - 夜の女たち
- 1950年 - 雪夫人絵図　原作舟橋聖一
- 1950年 - 千石纏　（館岡謙之助と連名）　原作子母沢寛、監督マキノ雅弘
- 1951年 - お艶殺し　原作谷崎潤一郎、監督マキノ雅弘、
- 1951年 - お遊さま　原作谷崎潤一郎（『芦刈』）
- 1951年 - 武蔵野夫人　原作大岡昇平
- 1952年 - 西鶴一代女 The Life of Oharu
- 1952年 - 滝の白糸　原作泉鏡花、監督野淵昶
- 1953年 - 雨月物語 Ugetsu　原作上田秋成
- 1953年 - 祇園囃子 A Geisha
- 1954年 - 山椒大夫 Sansho the Bailiff　原作森鷗外
- 1954年 - 噂の女
- 1954年 - 近松物語 The Crucified Lovers　原作近松門左衛門（『大経師昔暦』）・川口松太郎（『おさん茂兵衛』）
- 1955年 - 藤十郎の恋　原作菊池寛、監督森一生
- 1955年 - 新・平家物語　原作吉川英治
- 1956年 - 父子鷹　原作子母澤寛、監督松田定次
- 1957年 - 大阪物語　原作井原西鶴、監督・吉村公三郎
- 1957年 - 異母兄弟　原作田宮虎彦、監督・家城巳代治
- 1959年 - 荷車の歌　原作山代巴、監督・山本薩夫
- 1959年 - 千代田城炎上 安田公義監督
- 1960年 - 妖刀物語 花の吉原百人斬り  監督・内田吐夢
- 1960年 - 武器なき斗い　原作西口克己、監督・山本薩夫
- 1961年 - 悪名　原作今東光、監督・田中徳三（以後シリーズ化）
- 1962年 - 婦系図　原作泉鏡花、監督・三隅研次
- 1962年 - 恋や恋なすな恋　監督内田吐夢　※モチーフは歌舞伎『保名』
- 1963年 - 女系家族　原作山崎豊子、監督・三隅研次
- 1963年 - 武士道残酷物語　鈴木尚之との共作　原作南條範夫、監督・今井正
- 1965年 - 悪名無敵 監督・田中徳三
- 1967年 - 古都憂愁 姉いもうと 監督・三隅研次
- 1967年 - なみだ川 監督・三隅研次
- 1968年 - 牡丹燈籠　原作三遊亭円朝、監督・山本薩夫
- 1969年 - 眠狂四郎卍斬り　原作柴田錬三郎、監督・池広一夫
- 1978年 - お吟さま　原作今東光、監督熊井啓
- 1980年 - 天平の甍　原作井上靖、監督熊井啓
- 1989年 - 千利休 本覺坊遺文　原作井上靖、監督熊井啓

## おもなテレビジョン作品
- 1957年 - ビルの谷間　演出山田智也（大阪テレビ放送）
- 1957年 - 古瀬戸（『東芝日曜劇場』、中部日本放送）[4]

## 著作書誌
- 『詩集 冬晴』、ウスヰ書房、1941年
- 『詩集 ろーま』、骨発行所、1956年
- 『溝口健二の人と芸術』、映画芸術社、1964年 / 田畑書店、1970年、新版1983年 / 現代教養文庫、1996年
- 『京のおんな』、駸々堂出版、1971年
- 『祇園まち丶一噺』、駸々堂出版、1973年
- 『むみやうのすみか』、駸々堂出版、1974年
- 『舞妓の四季』、駸々堂出版、1975年
- 『依田義賢シナリオ集 1』、映人社、1978年
- 『依田義賢シナリオ集 2』、映人社、1984年
- 『スクリーンに夢を託して　映画と時代と私』　講話・新書判「なにわ塾叢書32」、1988年